# Copyleft

Copyleft

Copyleft är en grupp av licenser för fri programvara (väsentligen samma sak som öppen källkod) och andra fria kulturella verk (en form av öppet innehåll), vilka medger användaren långtgående rättigheter att modifiera och sprida ett verk så länge det görs under de ursprungliga villkoren. Copyleft skiljer sig från mer tillåtande öppna licenser på så sätt att den som sprider verket (i ursprunglig eller modifierad form) måste göra detta under samma upphovsrättliga villkor, och på så sätt "betala" den ursprungliga bidragsgivaren genom att dela med sig av sina förbättringar.

## Betydelse och licenser
Copyleft betyder att den som innehar upphovsrätten medger alla mottagare/användare/brukare den oåterkalleliga rätten att fritt distribuera (även sälja) och modifiera verket, under förutsättning att även dessa kopior och varianter omfattas av samma licens när de sprids. För programvara är det väsentligt att licensen förutsätter att alla användare ges tillgång till källkoden.
Själva ordet copyleft är en ordlek på copyright (engelska för upphovsrätt). Slutledet "right" betyder i detta fall rätt eller rättighet, men kan också betyda höger. Det är utbytt mot "left" som betyder vänster eller kvarlämnad.
För att göra ett program till copyleft måste man inneha rätt att licensera programmet och ange distributionsvillkor som ger alla rätt att använda, modifiera och vidaredistribuera programmets källkod eller något annat program som härstammar ifrån det, under villkoret att distributionsvillkoren hålls oförändrade. Således blir koden och dess friheter juridiskt oskiljaktiga.
Man kan skilja mellan stark copyleft och svag copyleft, där skillnaden utgörs av hur proprietära program kan anropa copyleft-programmet. Vid svag copyleft får det proprietära programmen vara skrivet för att länkas ihop med copyleft-programmet, det vill säga använda det som programbibliotek. Vid stark copyleft måste anropet använda ett programmeringsgränssnitt (API) på högre nivå, eller ett som inte är unikt för copyleft-programmet.
Några exempel på programvarulicenser som använder copyleft är GNU General Public License(GPL, stark copyleft), GNU Lesser General Public License (svag copyleft), Mozilla Public License och Q Public License. Exempel på kod som ligger under GPL är Linux-kärnan. Det finns också fria programvarulicenser som inte är copyleft: till exempel de som X Window System och operativsystemet BSD använder. Material släppt under dessa licenser är förvisso fritt, men licenserna tillåter att man använder koden för programvara som distribueras under andra licenser. Copyleft strävar efter största möjliga frihet åt alla användare i framtiden, medan dessa senare licenser ger större frihet åt de första mottagarna av verket.
Exempel på copyleftlicenser för andra verk än programvara, ofta kallade Open Content License, är vissa Creative Commons-licenser (CC-SA och CC-BY-SA) och GNU Free Documentation License. Det finns också en Free Art license som kan användas på konstverk.

## Historik
Ett tidigt exempel på Copyleft var Tiny BASIC-projektet som startade i ett nyhetsbrev för People's Computer Company år 1975. Dennis Allison skrev en specifikation för en enkel version av BASIC programmeringsspråk.  Denna konstruktion stödde inte textsträngar och använde endast heltal. Målet för programmet var att passa inom 2 till 3 kilobyteminne.
Konceptet infördes av Richard Stallman 1984. Copyleft applicerades först på programvarudistribution men används idag inom många andra områden. Termen copyleft kommer från satsen ”Copyleft – all rights reversed”, först formulerad av Don Hopkins. i ett brev till Stallman 1984. Det var en travesti på den vanligare formuleringen ”Copyright – all rights reserved”.

## Användning av Copyleft
Gemensam praxis för att använda copyleft är att kodifiera kopieringsvillkoren för ett arbete med en licens. En sådan licens ger vanligtvis varje person som innehar ett exemplar av verket samma friheter som författare, inklusive (från Free Software Definition):
- 0. Frihet att använda verket,
- 1. Frihet att studera verket,
- 2. Friheten att kopiera och dela arbetet med andra,
- 3. Frihet att förändra arbetet, och friheten att distribuera det modifierade och därmed härledda verk.

Dessa friheter garanterar inte att en bearbetning kommer att distribueras under samma liberala villkor. För att arbetet ska bli riktigt copyleft måste licensen säkerställa att författaren bara kan distribuera bearbetat verk under samma eller motsvarande licens.
Utöver begränsningar för kopiering, behandlar copyleftlicenser andra möjliga hinder. Dessa inkluderar säkerställning av att rättigheterna inte senare kan uppsägas och krav på att arbetet och dess bearbetning skall lämnas i en form som underlättar modifiering. När det gäller mjukvara krävs det att källkoden för det modifierade verket görs tillgängligt tillsammans med själva programvaran.